# Rhyacotriton
Famille
Genre
Rhyacotriton, unique représentant de la famille des Rhyacotritonidae, est un genre d'amphibiens.

## Répartition

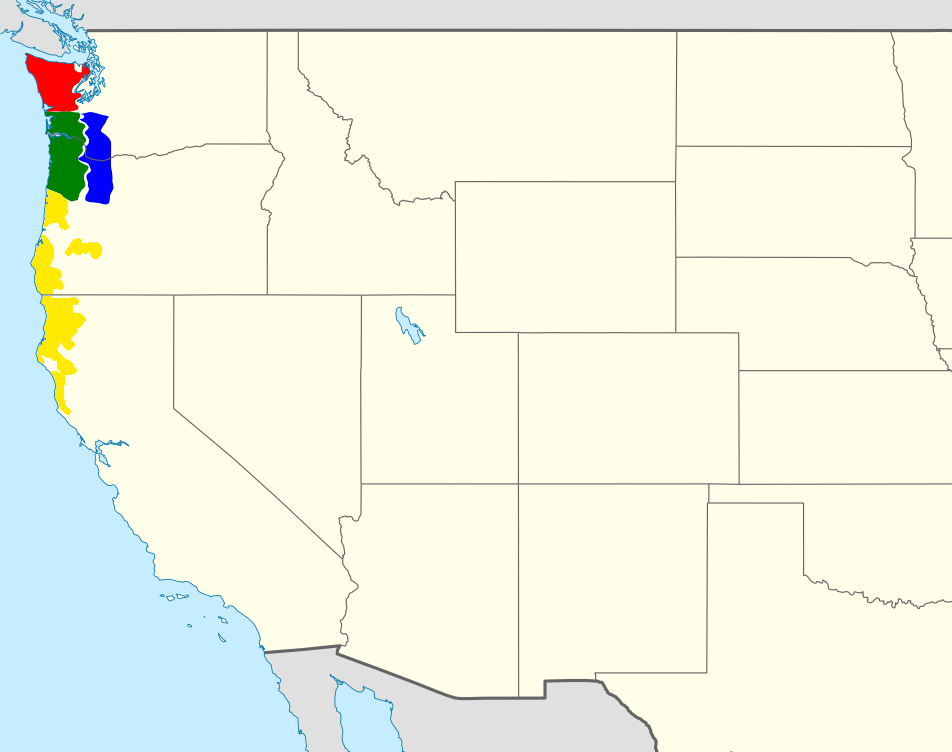
bleu : Rhyacotriton cascadae
vert : Rhyacotriton kezeri
rouge : Rhyacotriton olympicus
jaune : Rhyacotriton variegatus

Les quatre espèces de ce genre sont endémiques du Nord-Ouest Pacifique d'Amérique du Nord.

## Liste des espèces
Selon Amphibian Species of the World (12 mars 2014) :
- Rhyacotriton cascadae Good & Wake, 1992
- Rhyacotriton kezeri Good & Wake, 1992
- Rhyacotriton olympicus (Gaige, 1917)
- Rhyacotriton variegatus Stebbins & Lowe, 1951

## Publications originales
- Dunn, 1920 : Notes on two Pacific Coast Ambystomidae. Proceedings of the New England Zoölogical Club, vol. 7, p. 55-59 (texte intégral).
- Tihen, 1958 : Comments on the osteology and phylogeny of ambystomatid salamanders. Bulletin of the Florida Museum of Natural History, Biological Sciences, vol. 3, p. 1-50 (texte intégral).